# Johann Heimbach
Johann Heimbach (* 19. Dezember 1912 in Birgel; † 22. Oktober 1988) war ein deutscher christdemokratischer Landespolitiker.
Heimbach war vom 2. Oktober 1946 bis zum 25. Februar 1947 in beiden Ernennungsperioden Mitglied des ernannten Landtages von Nordrhein-Westfalen. 